# ダヴィデ・ヴァルセッキ

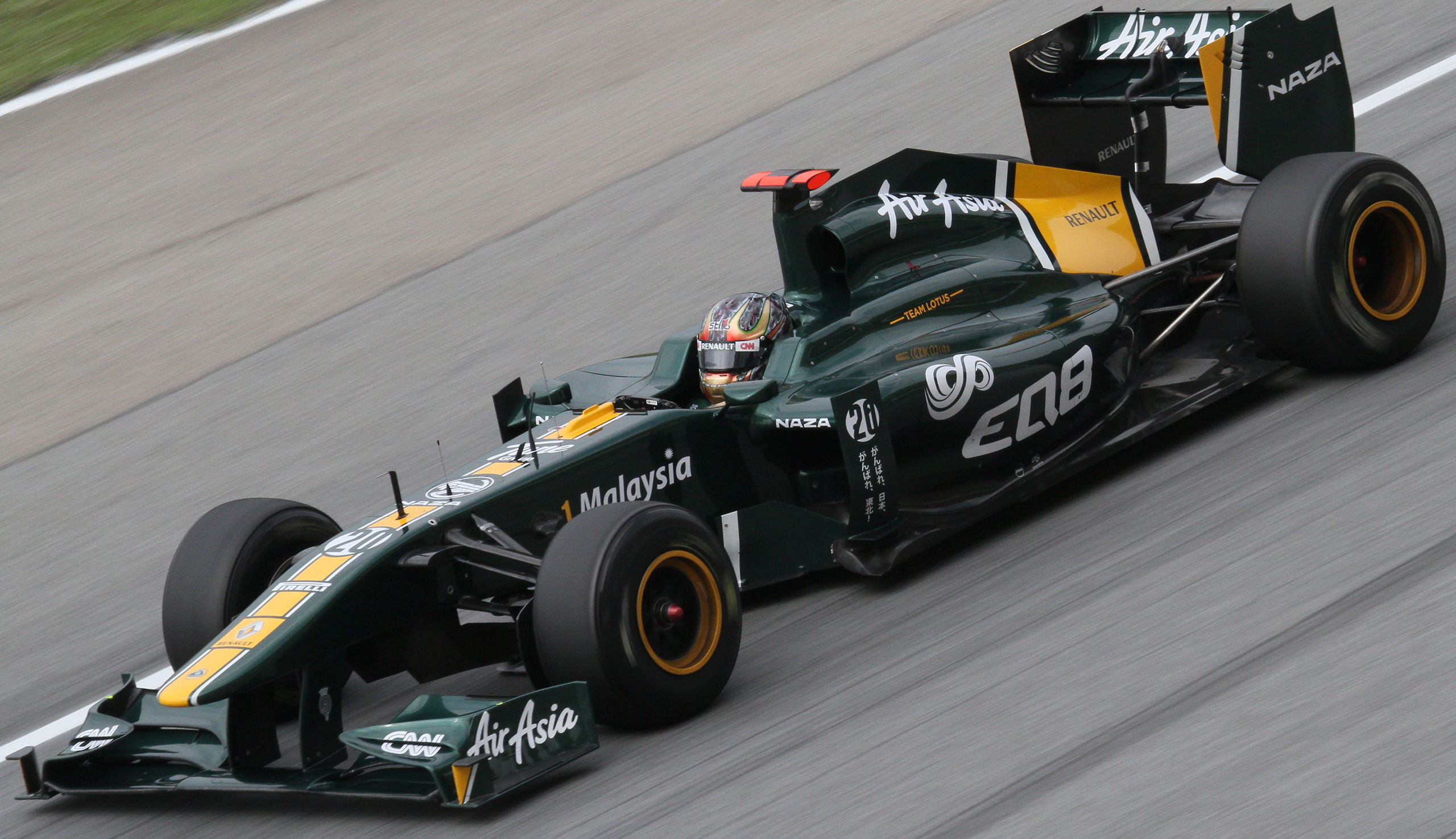

ダヴィデ・ヴァルセッキ （伊：Davide Valsecchi 1987年1月27日 - ） はイタリア人のレーシングドライバー。

## 初期の経歴
ヴァルセッチは4歳の頃よりレーシングカートを経験している。切っ掛けは父の友人に元F1メカニックが居たことが接点となり、父の友人がヴァルセッチにカートをプレゼントした事が始まりであった。その後、国内のカートレースで腕を鍛えた。

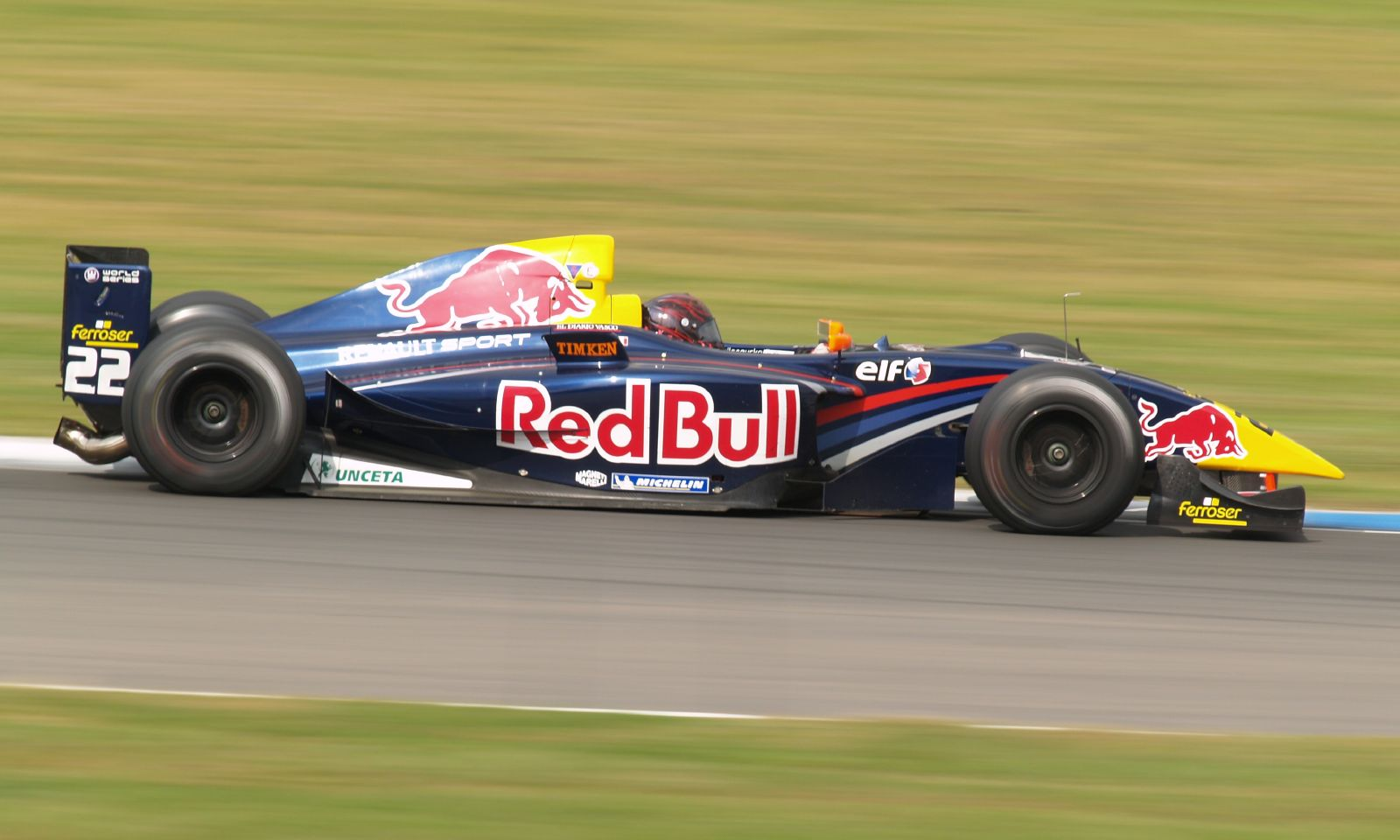
エプシロン・ユースカディのマシンを駆るヴァルセッチ。（※：写真は2007年ドニントン・パークにて）

### フォーミュラ・ルノー
2003年よりフォーミュラ・ルノーへ参戦を開始した。当初はイタリア国内でのイタリア・フォーミュラ・ルノー2.0から始めたが、その後ユーロカップ・フォーミュラ・ルノーにステップアップ。2005年は初のポールポジションを獲得し、年間獲得ポイント107点を記録するなど成長が認められ、2006年よりフォーミュラ・ルノー3.5にステップアップしエプシロン・ユースカディに在籍。2007年に念願の初勝利を獲得した。

### F3
フォーミュラ・ルノーと並行して2003年よりF3にも参戦している。2003年に1戦、2004年に2戦をイタリアF3で戦ったがポイント獲得には至らなかった。2005年に同カテゴリより3戦参加し、1度の表彰台を獲得し35ポイントのランキング7位となった。また、2005年はドイツF3にも2戦参加している。

### その他
2005年にインターナショナル・フォーミュラ・マスター（当時の名称は3000 Pro Series）にスポット参戦をしている。最終戦のモンツァ・サーキットで6位入賞を果たした。その他に2006年のル・マン・シリーズにも参戦している。LMP2クラスで3戦参加し6ポイントを獲得した。

## GP2

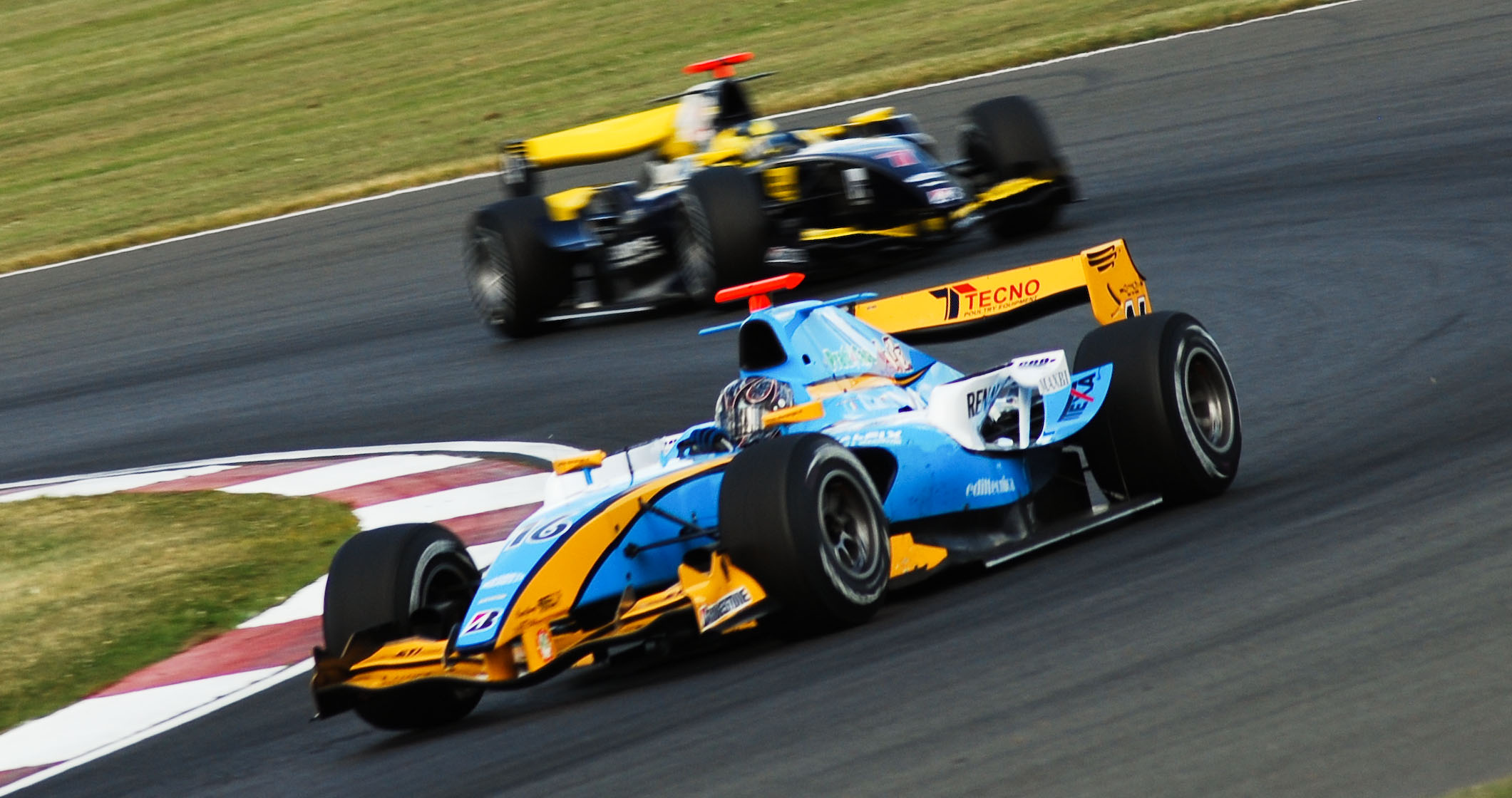
ヴァルセッチがGP2に移籍した当初に在籍したチーム「デュランゴ」のマシン。（※：写真は2008年シルバーストンにて）

2008年のGP2アジアシリーズよりGP2へのステップアップを果たした。GP2初年度に在籍したチームはデュランゴで、チームメイトのアルベルト・ヴァレリオと共にチーム体制を一新しての参戦であった。6度の入賞を果たし17ポイントを獲得しランキング8位。しかし、2008年のGP2シリーズにて第1戦カタロニア・サーキットでは5位入賞を果たしたものの、続く第2戦イスタンブール・パークでは280km/hの速度で大クラッシュを喫してしまう。幸いに重傷は免れたものの、軽い脊髄損傷と脳震盪を受けた為に6戦の欠場を余儀なくされた。その後3回の入賞を経て最終戦のモンツァでGP2初勝利を飾った。11ポイントでランキング15位。尚、チームメイトのヴァレリオはノーポイントで終わった。

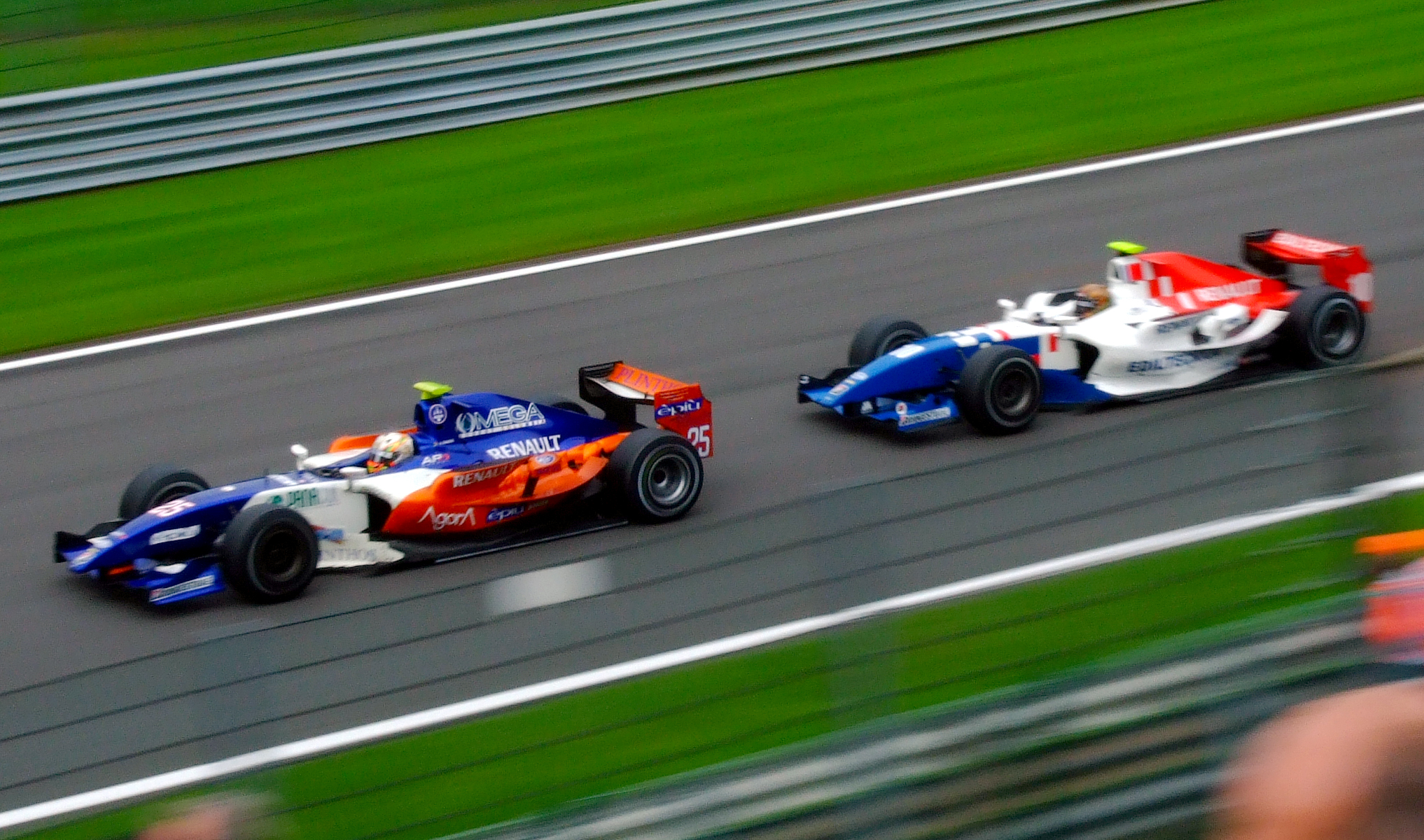
エイドリアン・ザッグをパスするヴァルセッチ。（※：写真は2010年スパ・フランコルシャンにて）

ヴァルセッチは2009年もデュランゴに残留し、2008年から2009年のGP2アジアシリーズでは第1戦上海インターナショナルサーキットで優勝。その他に表彰台3回を獲得し、チャンピオンシップ争いにも食い下がったが34ポイントでランキング4位。2009年のGP2シリーズでは精彩を欠き、3位表彰台を含む2度の入賞のみでシリーズ6戦まで在籍したデュランゴを去った。7戦から最終戦をアダックスチームから参戦し7位入賞を1回。12ポイントでランキング17位。
2009年から2010年のGP2アジアシリーズより、iスポーツ・インターナショナルから参戦する。このシリーズでのヴァルセッチは圧勝で優勝3回、2位表彰台3回、4位1回の56ポイントを獲得し、2位のルカ・フィリッピに27ポイントもの大差をつけてシリーズチャンピオンに輝いた。2010年のGP2メインシリーズでは、チームメイトのオリバー・ターベイに遅れはとったものの、GP2メインシリーズでは初のポールポジションを獲得。又、最終戦で優勝を果たすなど印象的なパフォーマンスを見せた。

## F1
2010年若手合同テストの2日目にHRTに起用され出走した。新興チームの中では最も速い 1:43.013 というタイムを記録した。これは同チームのブルーノ・セナの予選タイム 1:45.085 よりも2秒以上速いタイムであった。この事から、ヒスパニアはヴァルセッチに好感を持ったといわれ交渉も行われたようだが実際にHRTのシートに乗ることはなかった。
2011年はGP2で契約したチーム・エアアジアのシニアチームとなるロータス（現ケータハム）でシーズン前のテストに半日参加後、テスト兼リザーブドライバーとして契約することが発表された。マレーシアGPのフリー走行1回目のみ出走した。
2013年はロータス（元ロータス・ルノーGP）のサードドライバーとして契約した。プレシーズンテストではテストを担当する予定のキミ・ライコネンが体調不良になったため、もう一人のレギュラードライバーのロマン・グロージャンがサーキットに着くまでの午前中のみ、急遽テスト走行を行った。7月に行われた若手ドライバーテストでは2日目のテスト走行を担当している。
レギュラードライバーのキミ・ライコネンが背中の手術・療養のために第18戦アメリカGPと最終戦ブラジルGPを欠場することになりF1デビューのチャンスが回ってくるかと思われたが、実際にはF1ドライバーとしての経験があり2013年シーズンのフリー走行も走っているケータハムのテストドライバーであるヘイキ・コバライネンが代役に選ばれた。自身がチームとサードドライバーとして契約しているのにもかかわらず、現役ドライバーでも元チャンピオンでもないコバライネンが代役として選ばれた事に憤慨した。ただし当時のロータスはコンストラクターズ順位争いの最中であり、チームの命運を経験のないヴァルセッチに託すリスクは負えなかったという背景がある。

## レース戦績

### GP2
| 年     | エントラント                       | 1           | 2           | 3           | 4          | 5         | 6           | 7          | 8           | 9          | 10         | 11          | 12          | 13          | 14          | 15          | 16         | 17          | 18          | 19        | 20         | 21        | 22        | DC   | ポイント |
| ------ | ---------------------------------- | ----------- | ----------- | ----------- | ---------- | --------- | ----------- | ---------- | ----------- | ---------- | ---------- | ----------- | ----------- | ----------- | ----------- | ----------- | ---------- | ----------- | ----------- | --------- | ---------- | --------- | --------- | ---- | -------- |
| 2008年 | デュランゴ                         | ESP FEA 10  | ESP SPR 5   | TUR FEA DNS | TUR SPR    | MON FEA   | MON SPR     | FRA FEA    | FRA SPR     | GBR FEA 19 | GBR SPR 6  | GER FEA Ret | GER SPR 14  | HUN FEA Ret | HUN SPR 13  | EUR FEA Ret | EUR SPR 7  | BEL FEA Ret | BEL SPR 6   | ITA FEA 8 | ITA SPR 1  |           |           | 15位 | 11       |
| 2009年 | デュランゴ                         | ESP FEA Ret | ESP SPR 16  | MON FEA 15  | MON SPR 18 | TUR FEA 3 | TUR SPR Ret | GBR FEA 10 | GBR SPR 14  | GER FEA 13 | GER SPR 10 | HUN FEA 5   | HUN SPR 9   |             |             |             |            |             |             |           |            |           |           | 17位 | 12       |
| 2009年 | バルワ・アダックス・カンポスチーム |             |             |             |            |           |             |            |             |            |            |             |             | EUR FEA 10  | EUR SPR Ret | BEL FEA Ret | BEL SPR 8  | ITA FEA 14  | ITA SPR 9   | POR FEA 7 | POR SPR 14 |           |           | 17位 | 12       |
| 2010年 | iスポーツ・インターナショナル      | ESP FEA 10  | ESP SPR 11  | MON FEA Ret | MON SPR 16 | TUR FEA 2 | TUR SPR 4   | EUR FEA 10 | EUR SPR 6   | GBR FEA 7  | GBR SPR 6  | GER FEA 17  | GER SPR 18  | HUN FEA 9   | HUN SPR 3   | BEL FEA 18  | BEL SPR 8  | ITA FEA 9   | ITA SPR 16  | ABU FEA 5 | ABU SPR 1  |           |           | 8位  | 31       |
| 2011年 | ケータハム・チーム・エア・アジア   | TUR FEA 16  | TUR SPR 16  | ESP FEA 4   | ESP SPR 4  | MON FEA 1 | MON SPR 5   | EUR FEA 3  | EUR SPR 4   | GBR FEA 14 | GBR SPR 17 | GER FEA 13  | GER SPR Ret | HUN FEA 16  | HUN SPR 14  | BEL FEA 10  | BEL SPR 10 | ITA FEA 20  | ITA SPR Ret |           |            |           |           | 8位  | 30       |
| 2012年 | DAMS                               | MLS FEA 2   | MLS SPR Ret | BHR FEA 1   | BHR SPR 1  | ESP FEA 4 | ESP SPR 3   | MON FEA 4  | MON SPR Ret | EUR FEA 18 | EUR SPR 10 | GBR FEA 7   | GBR SPR 2   | GER FEA 13  | GER SPR 7   | HUN FEA 2   | HUN SPR 4  | BEL FEA 3   | BEL SPR Ret | ITA FEA 6 | ITA SPR 1  | SIN FEA 4 | SIN SPR 5 | 1位  | 247      |

#### GP2アジアシリーズ
| 年        | エントラント                  | 1           | 2          | 3           | 4          | 5          | 6           | 7          | 8          | 9           | 10         | 11          | 12           | 順位 | ポイント |
| --------- | ----------------------------- | ----------- | ---------- | ----------- | ---------- | ---------- | ----------- | ---------- | ---------- | ----------- | ---------- | ----------- | ------------ | ---- | -------- |
| 2008年    | デュランゴ                    | DUB1 FEA 17 | DUB1 SPR 6 | SEN FEA Ret | SEN SPR 19 | SEP FEA 4  | SEP SPR 4   | BHR FEA 6  | BHR SPR 6  | DUB2 FEA 14 | DUB2 SPR 4 |             |              | 8位  | 17       |
| 2008–09年 | デュランゴ                    | SHI FEA 8   | SHI SPR 1  | DUB FEA 2   | DUB SPR C  | BHR1 FEA 5 | BHR1 SPR 2  | LSL FEA 6  | LSL SPR 5  | SEP FEA 8   | SEP SPR 3  | BHR2 FEA 16 | BHR2 SPR Ret | 4位  | 34       |
| 2009–10年 | Iスポーツ・インターナショナル | YMC1 FEA 1  | YMC1 SPR 2 | YMC2 FEA 2  | YMC2 SPR 1 | BHR1 FEA 1 | BHR1 SPR 20 | BHR2 FEA 2 | BHR2 SPR 4 |             |            |             |              | 1位  | 56       |
| 2011年    | チーム・エア・アジア          | YMC FEA 3   | YMC SPR 4  | IMO FEA DSQ | IMO SPR 17 |            |             |            |            |             |            |             |              | 7位  | 9        |

### F1
| 年     | チーム   | シャーシ | 1   | 2      | 3   | 4   | 5   | 6   | 7   | 8   | 9   | 10  | 11  | 12  | 13  | 14  | 15  | 16  | 17  | 18  | 19  | WDC | ポイント |
| ------ | -------- | -------- | --- | ------ | --- | --- | --- | --- | --- | --- | --- | --- | --- | --- | --- | --- | --- | --- | --- | --- | --- | --- | -------- |
| 2011年 | ロータス | T128     | AUS | MAL TD | CHN | TUR | ESP | MON | CAN | EUR | GBR | GER | HUN | BEL | ITA | SIN | JPN | KOR | IND | ABU | BRA | -   | -        |

- 太字はポールポジション、斜字はファステストラップ。(key)